# Ленинский район (Московская область)
Ле́нинский райо́н — упразднённая административно-территориальная единица (район) и одноимённое бывшее муниципальное образование (муниципальный район) в Московской области России.
Образован в 1929 году. Прекратил своё существование в 2019 году: преобразован в город областного подчинения Видное с административной территорией, а Ленинский муниципальный район преобразован в Ленинский городской округ с упразднением всех ранее входивших в него поселений.
Административный центр — город Видное.

## География
Площадь территории на момент упразднения — 20 283 га (до расширения Москвы — 45 623 га).
Находился в центральной части Московской области на Теплостанской возвышенности. Северной границей района служила Московская кольцевая автомобильная дорога (МКАД). Восточной границей — река Москва.
До 2005 года Ленинский район состоял из 2 примерно равных несвязанных частей к юго-западу и к югу от МКАД, однако в 2005 году эти части были соединены тонкой полосой. В результате расширения Москвы с 1 июля 2012 года в Ленинском районе осталась только его восточная часть.

## История
Ленинский район был образован 12 июля 1929 года в составе Московского округа Московской области. Центром района стал дачный посёлок Ленино-Дачное. В состав района вошли город Люблино; рабочий посёлок Бирюлёво; дачные посёлки Бутово, Ленино-Дачное и Расторгуево; а также следующие сельсоветы бывшей Московской губернии:
- из Московского уезда
  - из Ленинской волости — Аннинский, Бирюлёвский, Больше-Голубинский, Борисовский, Братеевский, Гравороновский, Дьяковский, Зюзинский, Качаловский, Коломенский, Котловский, Котляковский, Курьяновский, Ленинский, Марьинский, Нагатинский, Новинковский, Ореховский, Перервинский, Печатниковский, Покровский, Сабуровский, Садовниковский, Теплостанский, Черемушкинский, Чертановский, Шаболовский, Шайдаровский, Ясеневский;
- из Подольского уезда
  - из Островской волости — Андреевский, Беседский, Дальне-Прудищенский, Дроздовский, Ирининский, Картинский, Коробовский, Мамоновский, Мисайловский, Островский;
  - из Сухановской волости — Ближне-Прудищенский, Булатниковский, Быковский, Дыдылинский, Жабкинский, Ермолинский, Калиновский (селения Калиновка и Федюково), Лопатинский, Макаровский, Новоникольский, Староникольский, Тарычевский, Черневский, Яковлевский (селения Подзавалье и Яковлево).

20 мая 1930 года из Кунцевского района в Ленинский были переданы Воронцовский, Деревлевский и Семёновский с/с. Из Ленинского района в Кунцевский район были переданы Больше-Голубинский и Теплостанский с/с, в Подольский район — Быковский, Макаровский и Яковлевский (селения Подзавалье и Яковлево) с/с.
10 ноября 1930 года Котловский с/с был передан в черту г. Москвы.
В 1932 году Староникольский с/с был переименован в Щибровский.
1 апреля 1932 года в черту г. Москвы включены селения Верхние котлы и Нижние котлы (Постановление ВЦИК).
20 июня 1934 года Ирининский с/с был переименован в Молоковский.
21 августа 1936 года были упразднены Дальне-Прудищенский, Коробовский и Новинковский с/с.
26 сентября 1938 года дп Бутово получил статус рабочего посёлка. 4 декабря были образованы рп Нагатино и Сабурово. Нагатинский и Сабуровский с/с были упразднены. 3 ноября был образован дп Битца. 13 декабря Перервинский с/с был включён в черту г. Люблино. 26 декабря был образован рп Черёмушки, Черёмушкинский с/с упразднён.
26 марта 1939 года был образован рп Новокотляковский. 23 февраля Печатниковский с/с был включён в черту г. Люблино. 7 июня Гравороновский с/с был включён в черту г. Москвы. 19 сентября дп Ленино-Дачное был преобразован в рп Ленино. 17 июля были упразднены Ближне-Прудищинский, Воронцовский, Качаловский и Мамоновский с/с. 14 сентября 1939 года г. Люблино отнесён к категории городов областного подчинения (Указ Президиума Верховного совета РСФСР) и был выведен из состава Ленинского района.
29 мая 1941 года рп Новокотляковский был включён в черту г. Москвы.
8 марта 1946 года образован рп Красный Строитель.
14 июня 1954 года были упразднены Андреевский, Бирюлёвский, Братеевский, Дроздовский, Дьяковский, Ермолинский, Жабкинский, Котляковский, Курьяновский, Ленинский, Лопатинский, Марьинский, Мисайловский, Ореховский, Черневский, Шаболовский и Ясеневский с/с. Образован Батюнинский с/с.
22 июня 1954 года из Калиновского с/с Ленинского района в Брянцевский с/с Подольского района было передано селение Федюково.
7 декабря 1957 года из упразднённого Калининского района в Ленинский были переданы рп Троицкий и с\с Десеновский, Краснопахорский, Первомайский, Сосенский, Филимонковский.
14 марта 1958 года рп Черёмушки был передан в черту г. Москвы.
1 февраля 1958 года Краснопахорский с/с был передан в Подольский район. 22 июля были упразднены Булатниковский, Дыдылдинский, Зюзинский, Островский, Садовниковский, Семёновский, Чертановский и Щибровский с/с. Новоникольский с/с был переименован в Лопатинский.
30 марта 1959 года из административного подчинения г. Москвы в Ленинский район был передан рп Видное.
18 августа 1960 года Ленинский район претерпел большие изменения.
Рп Бирюлёво, Красный Строитель, Ленино, Нагатино и Сабурово, с/с Батюнинский, Борисовский, Деревлевский, Зюзинский, Коломенский, Покровский, Шайдаровский и большая часть рп Бутово вошли в черту г. Москвы (не вошедшая в черту г. Москву часть рп Бутово образовала дп Бутово); Троицкий и Десеновский с/с были переданы в Подольский район, а Первомайский с/с — в Наро-Фоминский район.
Оставшаяся часть района — рп Видное; дп Битца и Бутово; с/с Аннинский, Беседский, Булатниковский, Калиновский, Картинский, Молоковский, Сосенский, Тарычевский и Филимонковский образовала новый Ульяновский район, административно подчинённый г. Москве. В состав Ульяновского района также вошла часть территории упразднённого Кунцевского района. В итоге состав Ульяновского района стал следующим:
- г. Одинцово
- рп Видное
- дп Битца, Бутово, Мещёрский, Переделкино, Солнцево, Расторгуево, Чоботы
- с/с Аннинский, Беседский, Булатниковский, Внуковский, Калиновский, Картинский, Молоковский, Сосенский, Сталинский (передан из Раменского района), Тарычевский, Терешковский и Филимонковский.

17 декабря 1960 года Калиновский и Тарычевский с/с были объединены в Горкинский с/с. Был упразднён Беседский с/с. Дп Битца был присоединён к дп Бутово. Из административного подчинения г. Москвы в Ульяновский район был передан рп Внуково.
14 июня 1961 года Аннинский с/с был переименован в Михайловский. 11 ноября Ульяновский район из административного подчинения Москвы был возвращён в подчинение Московской области (кроме рп Внуково). 16 ноября Сталинский с/с был переименован в Володарский.
25 июня 1962 года дп Мещёрский был передан в административное подчинение Ленинскому району г. Москвы.
1 февраля 1963 года Ульяновский район был упразднён. При этом рп Видное, дп Бутово и Расторгуево были переданы в подчинение Подольску, с/с Булатниковский, Володарский, Горкинский, Картинский, Михайловский, Молоковский и Сосенский — в Ленинский укрупнённый сельский район с центром в Подольске, а дп Переделкино, Солнцево, Чоботы — в подчинение Звенигороду, с/с Внуковский, Терешковский и Филимонковский — в Звенигородский укрупнённый сельский район.
13 января 1965 года Ленинский сельский район преобразован в Ленинский район (Указ Президиума Верховного совета РСФСР). В его состав вошли дп Бутово, Переделкино, Солнцево и Чоботы; с/с Булатниковский, Внуковский, Володарский, Горкинский, Десеновский, Картинский, Михайловский, Молоковский, Сосенский, Терешковский и Филимонковский.
13 января 1965 года рп Видное преобразован в город областного подчинения, с сохранением за ним прежнего наименования. Г. Видное определён районным центром Ленинского района (Указ Президиума Верховного совета РСФСР)
.
27 января 1966 года дп Бутово был преобразован в рабочий посёлок.
28 апреля 1969 года дп Солнцево отнесён к категории рабочих поселков, с сохранением за ним прежнего наименования (Решение исполнительного комитета Московского областного Совета депутатов трудящихся).
Решением Мособлисполкома от 3 ноября 1970 года и Указом Президиума Верховного Совета РСФСР от 23 февраля 1971 года рп Солнцево преобразован в город областного подчинения, с сохранением за ним прежнего наименования (Указ Президиума Верховного совета РСФСР).
24 октября 1983 года г. Солнцево и прилегающие к нему дп Переделкино и Чоботы, п. Здоровый Отдых, Лазенки и Лукино, д. Орлово, Суково, Терешково и Федосьино Ленинского района с территорией общей площадью 1400 га переданы в административное подчинение Московскому городскому Совету народных депутатов согласно представленной карте (Указ Президиума Верховного совета РСФСР). 6 декабря вместо Терешковского с/с был образован Московский с/с. 8 декабря был образован дп Мичуринец.
19 марта 1984 года в административное подчинение Московскому городскому Совету народных депутатов переданы следующие населённые пункты Московской области согласно представленным картам и описаниям границ передаваемых территорий: рп Бутово (западная часть рабочего посёлка относительно Симферопольского шоссе), п. Всесоюзного института лекарственных растений имени Поляны, с. Качалово, д. Битца, Гавриково, Новокурьяново, Новоникольское, Поляны, Потапово, Староникольское, Чернево и Щиброво Ленинского района с территорией общей площадью 3,1 тыс. га (Указ Президиума Верховного совета РСФСР).
19 марта 1984 года в связи с вхождением в черту г. Москвы был упразднён рп Бутово, 25 октября — Михайловский с/с, образован Воскресенский с/с.
10 мая 1984 года в состав г. Москвы включены г. Солнцево, рп Западный и Мещёрский, дп Переделкино и Чоботы, п. Здоровый Отдых, Лазенки и Лукино, д. Орлово, Суково, Терешково и Федосьино с территорией общей площадью 1,8 тыс. га согласно представленной карте и описанию границы включаемой территории (Указ Президиума Верховного совета РСФСР).
11 декабря 1985 года в состав г. Москвы включены следующие населённые пункты согласно представленным картам и описаниям границ включаемых территорий: рп Бутово (западная часть рабочего посёлка относительно Симферопольского шоссе), п. Всесоюзного института лекарственных растений имени Поляны, с. Качалово, д. Битца, Гавриково, Новокурьяново, Новоникольское, Поляны, Потапово, Староникольское, Чернево и Щиброво Михайловского сельсовета с общей территорией площадью 3,1 тыс. га (Указ Президиума Верховного совета РСФСР).
5 марта 1987 года был образован рп Горки Ленинские.
17 ноября 1989 года в состав г. Москвы включена часть дп дачно-строительного кооператива «Мичуринец» Ленинского района с территорией общей площадью 134,8 га согласно представленной карте и описанию границы передаваемой территории (Указ Президиума Верховного совета РСФСР).
1 февраля 2001 года г. Видное утратил статус города областного подчинения.
3 февраля 1994 года сельсоветы были преобразованы в сельские округа.
1 ноября 2004 года был образован г. Московский.
С 9 января 2013 года в связи с передачей территорий в состав г. Москвы были упразднены и исключены из состава Ленинского района городское поселение Московский, сельские поселения Внуковское, Воскресенское, Десёновское, Мосрентген, Сосенское и Филимонковское.
27 июня 2019 года деревни Боброво, Бутово, Дрожжино, Лопатино, посёлки Измайлово и Новодрожжино получили статус рабочих посёлков.
5 августа 2019 года Ленинский муниципальный район (последний из оставшихся в области) был упразднён, все входившие в его состав городские и сельские поселения объединены в одно муниципальное образование — Ленинский городской округ.
6 сентября 2019 года рабочие посёлки Горки Ленинские (административно подчинённые деревни Белеутово, Горки, Калиновска, Мещерино, Петрушино, Пуговичино и Сапроново были переданы в подчинение городу Видное), Боброво, Бутово, Дрожжино, Измайлово, Лопатино и Новодрожжино были отнесены в подчинение городу Видное, упразднены поселения Булатниковское (село Булатниково, посёлки Битца, Дубровский, Леспаркхоз, деревни Вырубово, Жабкино, Спасские Выселки и Суханово были переданы в подчинение городу Видное), Володарское (посёлок Володарского, деревни Большая Володарка, Большое Саврасово, Григорчиково и Малая Володарка были переданы в подчинение городу Видное), Молоковское (сёла Молоково, Остров, деревни Андреевское, Богданиха, Дальние Прудищи, Коробово, Мисайлово, Орлово и посёлок санатория «Горки Ленинские» были переданы в подчинение городу Видное), Развилковское (село Беседы, деревни Ащерино, Дроздово, Картино, Мамоново, Мильково, Слобода и посёлок Развилка были переданы в подчинение городу Видное) и Совхоз имени Ленина (деревни Ближние Прудищи, Малое Видное и посёлок совхоза имени Ленина были переданы в подчинение городу Видное).
15 октября 2019 года Ленинский административный район (последний из оставшихся в области) также был упразднён, вместо него образован город областного подчинения Видное с административной территорией.

## Административно-территориальное деление

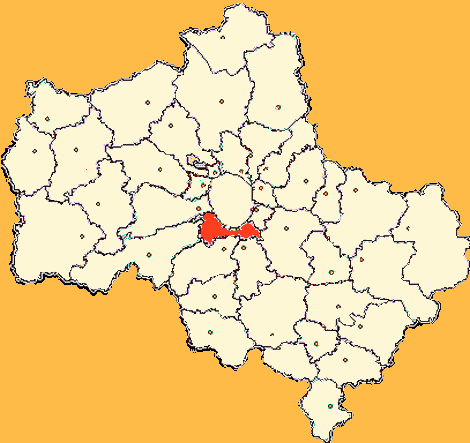
Ленинский район на карте области в границах до 1984 года

К 2004 году Ленинский район включал 1 город районного подчинения (Видное), 1 посёлок городского типа (рабочий посёлок Горки Ленинские) и 11 сельских округов:
| №        | Административно- территориальная единица | Административный центр                       | Количество населённых пунктов | Население АТЕ (2002) чел. |
| -------- | ---------------------------------------- | -------------------------------------------- | ----------------------------- | ------------------------- |
| 1e-06    | город районного подчинения               |                                              |                               |                           |
| 1        | Видное                                   | г. Видное                                    | 1                             | 52198                     |
| 1.000002 | посёлок городского типа                  |                                              |                               |                           |
| 2        | Горки Ленинские                          | пгт (р.п.) Горки Ленинские                   | 1                             | 1729                      |
| 2.000003 | сельский округ                           |                                              |                               |                           |
| 3        | Булатниковский сельский округ            | село Булатниково                             | 14                            | 5817                      |
| 4        | Внуковский сельский округ                | посёлок Внуково                              | 15                            | 3260                      |
| 5        | Володарский сельский округ               | посёлок Володарского                         | 5                             | 3658                      |
| 6        | Воскресенский сельский округ             | посёлок подсобного хозяйства «Воскресенское» | 7                             | 5941                      |
| 7        | Горкинский сельский округ                | деревня Горки                                | 15                            | 4145                      |
| 8        | Десёновский сельский округ               | деревня Десна                                | 14                            | 11086                     |
| 9        | Картинский сельский округ                | посёлок Развилка                             | 11                            | 13090                     |
| 10       | Молоковский сельский округ               | село Молоково                                | 7                             | 3082                      |
| 11       | Московский сельский округ                | посёлок Московский                           | 10                            | 17656                     |
| 12       | Сосенский сельский округ                 | деревня Сосенки                              | 14                            | 18089                     |
| 13       | Филимонковский сельский округ            | посёлок Валуево                              | 15                            | 5500                      |

К 1 января 2006 года в рамках Ленинского муниципального района были образованы 3 городских поселения и 11 сельских поселений:
| №        | Муниципальное образование | Административный центр                       |
| -------- | ------------------------- | -------------------------------------------- |
| 1e-06    | Городские поселения:      |                                              |
| 1        | Видное                    | город Видное                                 |
| 2        | Московский*               | город Московский                             |
| 3        | Горки Ленинские           | рабочий посёлок Горки Ленинские              |
| 3.000002 | Сельские поселения:       |                                              |
| 4        | Булатниковское            | посёлок Измайлово                            |
| 5        | Внуковское*               | посёлок Внуково                              |
| 6        | Володарское               | посёлок Володарского                         |
| 7        | Воскресенское*            | посёлок подсобного хозяйства «Воскресенское» |
| 8        | Десёновское*              | деревня Десна                                |
| 9        | Молоковское               | село Молоково                                |
| 10       | Мосрентген*               | посёлок завода Мосрентген                    |
| 11       | Развилковское             | посёлок Развилка                             |
| 12       | Совхоз им. Ленина         | посёлок совхоза имени Ленина                 |
| 13       | Сосенское*                | деревня Сосенки                              |
| 14       | Филимонковское*           | деревня Верхнее Валуево                      |

*серым цветом выделены территории, переданные в 2012 году в состав Москвы
В 2012 году западная половина района (городское поселение Московский, сельские поселения Внуковское, Воскресенское, Десёновское, Мосрентген, Сосенское и Филимонковское) была передана в состав Москвы, в Новомосковский административный округ.
С 1 июля 2012 года по 5 августа 2019 года в Ленинский муниципальный район входили 7 муниципальных образований, в том числе 2 городских поселения и 5 сельских поселений:
| №        | Муниципальное образование | Административный центр          | Количество населённых пунктов | Население | Площадь, км² |
| -------- | ------------------------- | ------------------------------- | ----------------------------- | --------- | ------------ |
| 1e-06    | Городские поселения:      |                                 |                               |           |              |
| 1        | Видное                    | город Видное                    | 8                             | ↗78 034   | 27,26        |
| 2        | Горки Ленинские           | рабочий посёлок Горки Ленинские | 8                             | ↗16 030   | 38,47        |
| 2.000002 | Сельские поселения:       |                                 |                               |           |              |
| 3        | Булатниковское            | посёлок Измайлово               | 14                            | ↗35 215   | 35,09        |
| 4        | Володарское               | посёлок Володарского            | 5                             | ↗7515     | 16,40        |
| 5        | Молоковское               | село Молоково                   | 9                             | ↗11 102   | 48,61        |
| 6        | Развилковское             | посёлок Развилка                | 8                             | ↗13 828   | 23,36        |
| 7        | Совхоз им. Ленина         | посёлок совхоза имени Ленина    | 3                             | ↗6203     | 13,36        |

## Население
| 1931     | 1939     | 1959     | 1970     | 1979    | 1989    | 2002     | 2006     |
| -------- | -------- | -------- | -------- | ------- | ------- | -------- | -------- |
| 68 668   | ↗259 091 | ↘236 112 | ↘128 911 | ↘87 942 | ↘74 490 | ↗145 251 | ↘141 445 |
| 2009     | 2010     | 2011     | 2012     | 2013    | 2014    | 2015     | 2016     |
| ↗153 602 | ↗172 171 | ↗175 808 | →175 808 | ↘96 844 | ↗98 093 | ↗104 036 | ↗112 419 |
| 2017     | 2018     | 2019     | 2020     |         |         |          |          |
| ↗119 081 | ↗128 302 | ↗149 256 | ↗167 927 |         |         |          |          |

Уменьшение численности населения района в период с 1939 по 1989 годы (на 71 %) связано преимущественно с передачей в разные годы частей территории района в состав Москвы. Наиболее крупные административные преобразования за этот период, ставшие причиной уменьшения численности населения района: в 1939 году город Люблино отнесён к категории городов областного подчинения; в 1960 году северная часть района, включая посёлок Ленино, передана в состав Москвы; в 1965 году рабочий посёлок Видное преобразован в город областного подчинения; в 1971 году рабочий посёлок Солнцево преобразован в город областного подчинения; в 1984 году центральная часть района, включая западную часть рабочего посёлка Бутово, передана в административное подчинение Московскому городскому Совету народных депутатов.
Увеличение численности населения района в период с 1989 по 2002 годы (на 49 %) связано преимущественно с включением в 2001 году в его состав города Видного, утратившего статус города областного подчинения.
Резкое уменьшение численности населения района в период с 2012 по 2013 годы (на 45 %) связано с передачей западной части района (56 % территории) в состав Москвы в ходе реализации проекта по расширению Москвы.
Увеличение численности населения района начиная с 2013 года связано преимущественно с заселением новых жилых комплексов.

### Урбанизация
До преобразования 6 сельских населённых пунктов в посёлки городского типа в 2019 году городское население (город Видное и рабочий посёлок Горки Ленинские) составляло 65,16 % от всего населения района.

## Населённые пункты
На момент упразднения к концу 2019 года в Ленинский район входили 55 населённых пунктов: 1 город, 7 рабочих посёлков, 9 посёлков, 5 сёл и 33 деревни.
27 июня 2019 года 6 сельских населённых пунктов преобразованы в посёлки городского типа (рабочие посёлки): деревни Боброво, Бутово, Дрожжино, Лопатино и посёлки (сельского типа) Измайлово и Новодрожжино.
| №  | Населённый пункт            | Тип             | Население | Бывшее муниципальное образование       |
| -- | --------------------------- | --------------- | --------- | -------------------------------------- |
| 1  | Андреевское                 | деревня         | ↗247      | сельское поселение Молоковское         |
| 2  | Апаринки                    | деревня         | ↗170      | городское поселение Видное             |
| 3  | Ащерино                     | деревня         | ↗199      | сельское поселение Развилковское       |
| 4  | Белеутово                   | деревня         | ↗418      | городское поселение Горки Ленинские    |
| 5  | Беседы                      | село            | ↗182      | сельское поселение Развилковское       |
| 6  | Битца                       | посёлок         | ↗101      | сельское поселение Булатниковское      |
| 7  | Ближние Прудищи             | деревня         | ↗52       | сельское поселение Совхоз имени Ленина |
| 8  | Боброво                     | рабочий посёлок | ↗16 988   | сельское поселение Булатниковское      |
| 9  | Богданиха                   | деревня         | ↗104      | сельское поселение Молоковское         |
| 10 | Большая Володарка           | деревня         | ↗83       | сельское поселение Володарское         |
| 11 | Большое Саврасово           | деревня         | ↗59       | сельское поселение Володарское         |
| 12 | Булатниково                 | село            | ↗551      | сельское поселение Булатниковское      |
| 13 | Бутово                      | рабочий посёлок | ↗13 110   | сельское поселение Булатниковское      |
| 14 | Видное                      | город           | ↗106 222  | городское поселение Видное             |
| 15 | Володарского                | посёлок         | ↗9306     | сельское поселение Володарское         |
| 16 | Вырубово                    | деревня         | ↗144      | сельское поселение Булатниковское      |
| 17 | Горки                       | деревня         | ↗3526     | городское поселение Горки Ленинские    |
| 18 | Горки Ленинские             | рабочий посёлок | ↗3205     | городское поселение Горки Ленинские    |
| 19 | Григорчиково                | деревня         | ↗54       | сельское поселение Володарское         |
| 20 | Дальние Прудищи             | деревня         | ↗141      | сельское поселение Молоковское         |
| 21 | Дрожжино                    | рабочий посёлок | ↗35 233   | сельское поселение Булатниковское      |
| 22 | Дроздово                    | деревня         | ↗226      | сельское поселение Развилковское       |
| 23 | Дубровский                  | посёлок         | ↗464      | сельское поселение Булатниковское      |
| 24 | Дыдылдино                   | деревня         | ↗147      | городское поселение Видное             |
| 25 | Ермолино                    | село            | ↗79       | городское поселение Видное             |
| 26 | Жабкино                     | деревня         | ↗311      | сельское поселение Булатниковское      |
| 27 | Измайлово                   | рабочий посёлок | ↗1631     | сельское поселение Булатниковское      |
| 28 | Калиновка                   | деревня         | ↗537      | городское поселение Горки Ленинские    |
| 29 | Картино                     | деревня         | ↗183      | сельское поселение Развилковское       |
| 30 | Коробово                    | деревня         | ↗202      | сельское поселение Молоковское         |
| 31 | Ленинский                   | посёлок         | ↗113      | городское поселение Видное             |
| 32 | Леспаркхоз                  | посёлок         | ↗33       | сельское поселение Булатниковское      |
| 33 | Лопатино                    | рабочий посёлок | ↗15 366   | сельское поселение Булатниковское      |
| 34 | Малая Володарка             | деревня         | ↗46       | сельское поселение Володарское         |
| 35 | Малое Видное                | деревня         | ↗83       | сельское поселение Совхоз имени Ленина |
| 36 | Мамоново                    | деревня         | ↗122      | сельское поселение Развилковское       |
| 37 | Мещерино                    | посёлок         | ↗100      | городское поселение Горки Ленинские    |
| 38 | Мильково                    | деревня         | ↗191      | сельское поселение Развилковское       |
| 39 | Мисайлово                   | деревня         | ↗27 093   | сельское поселение Молоковское         |
| 40 | Молоково                    | село            | ↗12 361   | сельское поселение Молоковское         |
| 41 | Новодрожжино                | рабочий посёлок | ↗3270     | сельское поселение Булатниковское      |
| 42 | Орлово                      | деревня         | ↗127      | сельское поселение Молоковское         |
| 43 | Остров                      | село            | ↗463      | сельское поселение Молоковское         |
| 44 | Петрушино                   | деревня         | ↗165      | городское поселение Горки Ленинские    |
| 45 | Пуговичино                  | деревня         | ↗104      | городское поселение Горки Ленинские    |
| 46 | Развилка                    | посёлок         | ↗14 788   | сельское поселение Развилковское       |
| 47 | санатория «Горки Ленинские» | посёлок         | ↗305      | сельское поселение Молоковское         |
| 48 | Сапроново                   | деревня         | ↗16 817   | городское поселение Горки Ленинские    |
| 49 | Слобода                     | деревня         | ↗335      | сельское поселение Развилковское       |
| 50 | совхоза имени Ленина        | посёлок         | ↗7234     | сельское поселение Совхоз имени Ленина |
| 51 | Спасские Выселки            | деревня         |           | сельское поселение Булатниковское      |
| 52 | Спасское                    | деревня         | ↗92       | городское поселение Видное             |
| 53 | Суханово                    | деревня         | ↗496      | сельское поселение Булатниковское      |
| 54 | Таболово                    | деревня         | ↗93       | городское поселение Видное             |
| 55 | Тарычёво                    | деревня         | ↗324      | городское поселение Видное             |

## Общая карта
Легенда карты:
|  | Более 50 000 жителей    |
|  | 10 000 — 50 000 жителей |
|  | 5 000 — 10 000 жителей  |
|  | 1 000 — 5 000 жителей   |
|  | Менее 1 000 жителей     |

## Экономика
По данным до присоединения части территорий Ленинского района к Москве 01.07.2012 научный и хозяйственный потенциал района определяли 13 крупных промышленных и 14 сельскохозяйственных предприятий, 3 всероссийских научно-исследовательских центра.
По данным администрации, объём инвестиций в Ленинский район за 2016 год без учёта жилищного строительства составил 14,2 млрд рублей (в 2015 году — 9,5 млрд рублей). Консолидированный бюджет Ленинского района в 2016 году составил 7,8 млрд рублей. Прирост по сравнению с 2015 годом — 450 млн рублей.
Несмотря на то, что по итогам 2016 года Ленинский район находился на предпоследнем месте в рейтинге районов Подмосковья по вводу строительных объектов (за 2016 год здесь было введено 529,6 тыс. м². жилья, что на треть меньше показателя 2015 года — 796,2 тыс. м².), район превращался в новый очаг массовой застройки. На май 2017 года здесь возводится около 25 жилых комплексов, среди которых самый большой жилой комплекс Московского региона «Пригород Лесное» на 3,5 млн м².